# Taux d'erreur de bloc
 (juillet 2025).
Le taux d'erreur de bloc (BLER) est le rapport entre le nombre de blocs erronés reçus et le nombre total de blocs transmis sur un circuit numérique. Il est souvent utilisé comme indicateur de performance.
Cet outil est utilisé pour mesurer le taux d'erreur lors de l'extraction de trames de données à partir d'un disque compact (CD). Le BLER est souvent utilisé pour mesurer le contrôle de qualité au niveau de la conversion de l'audio sur un CD au fil du temps.
Il est également utilisé pour les tests de performance sur les réseaux mobiles W-CDMA (tests de démodulation en conditions multi-trajets etc.). Le BLER est mesuré après que le canal soit désentrelacé et décodé, en évaluant l"efficacité du Contrôle de Redondance Cyclique (CRC) sur chaque bloc de transport.
Le BLER est également utilisé dans les communications sans fil plus récentes comme la 4G (LTE) et 5G (NR) pour déterminer l'état de synchronisation ou de désynchronisation lors de la surveillance de la liaison radio (RLM). Le BLER normal est inférieur à 2 % en condition synchronisée et de 10 % en condition non-synchronisée,,.